# Gattile

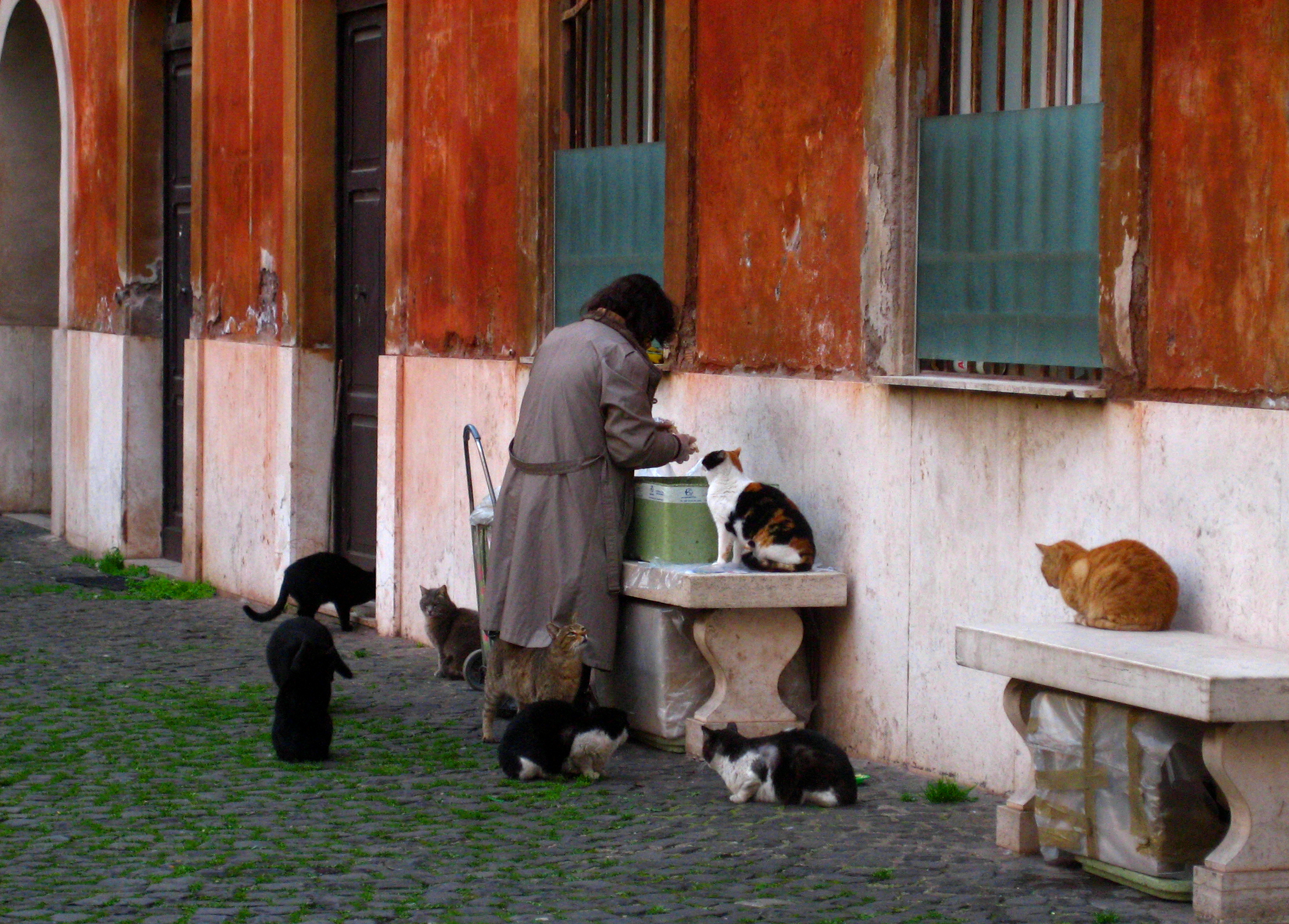
Una gattara accudisce dei gatti nell'Ospedale delle Donne, Roma.

Il gattile è una struttura che ospita i gatti randagi, svolgendo analoga funzione a quella che il canile e il rifugio compiono per i cani. La legge 281/91 cita i gatti, ma non prevede l'istituto del gattile, previsto invece da alcuni ordinamenti regionali come quello della Sardegna.

## Tipologie
La definizione di gattile è attribuita a tutte le strutture che ospitano gatti, ma in realtà questi rifugi si possono distinguere in tre categorie:
- Il gattile stricto sensu è una struttura chiusa solitamente da una rete molto alta o da un sistema di gabbie da cui i gatti non possono uscire. è costituito da uno o più edifici che si suddividono in reparti a seconda delle condizioni di salute degli animali, un reparto d'isolamento per i felini contagiosi, un ambulatorio veterinario dove poter provvedere alle cure, almeno una zona dove preparare i pasti, oltre a locali per i volontari , magazzini e locali tecnici. Alcuni gattili vengono costruiti a ridosso dei canili e gestiti dai medesimi volontari.
- L'oasi felina è una struttura pensata per garantire agli animali una maggiore libertà rispetto al gattile. Può essere di due tipi: oasi aperta (ossia la recinzione presenta dei piccoli varchi che consentono ai gatti di fuoriuscire e rientrare liberamente) e oasi chiusa (la recinzione è fatta in modo da limitare l'uscita ai gatti che non possono circolare liberamente nel territorio circostante). Generalmente è costituita da un'area ampia con prato, alberi e rifugi annessi.
- La colonia felina invece è un gruppo di gatti formatosi  spontaneamente che condivide i pasti offerti da una o più persone: le gattare. Tecnicamente si definisce patrimonio indisponibile della cittadinanza sotto la tutela del Primo Cittadino, ovvero il Sindaco. Le colonie solitamente sono munite solo di piccole casette in legno, plastica o lamiera dove i gatti possono ripararsi dalla pioggia. È vietato disturbare, maltrattare, uccidere, allontanare o prelevere i soggetti dalla colonia medesima. È consentita l'asportazione ai soli fini della sterilizzazione e/o cura dalle gattare, dal personale dei distretti sanitari veterinari o dalle Associazioni protezionistiche con obbligo di reiserimento, laddove non esistano motivi di salute non compatibili con la vita di colonia.

## Organizzazione
Oasi e gattili sono gestiti da volontari che possono costituire un'associazione senza fini di lucro, e spesso vengono realizzati in un terreno che il Comune cede in usufrutto per favorirne il servizio, ma non sempre le pubbliche amministrazioni provvedono ai finanziamenti dei rifugi e i volontari si possono ritrovare a dover inventare delle attività, ad esempio mercatini e cene sociali, per reperire i soldi necessari all'acquisto di cibo e medicinali.
Anche le donazioni dei privati, sia in denaro che in materiale utile quali cibo, coperte, cucce, medicinali, sono indispensabili alle oasi così come l'adozione a distanza, formula attraverso la quale una persona può assicurare un livello base di alimentazione e salute a un gatto randagio anche se non può accoglierlo in casa.
L'unica spesa che, in Italia, grazie alla legge 281 del 1991 e le leggi regionali correlate viene risparmiata ai volontari, accollandola ai Comuni, è quella della sterilizzazione dei gatti che viene praticata dai veterinari delle aziende sanitarie locali. La sterilizzazione dei gatti randagi ancora non è obbligatoria per legge eppure è l'unico strumento efficace per controllare le nascite.
La suddetta classificazione in gattili, oasi e colonie parrebbe meramente gestionale, invece queste tre strutture hanno delle differenze sostanziali anche per i gatti che vi dimorano. Il gattile è il luogo più difficile per la convivenza: i gatti maschi sono molto territoriali e per natura cercano di suddividersi il territorio in aree ampie e poco confinanti; ritrovarsi a dividere una gabbia o una stanza per loro non è certo facile; possono infatti generarsi aggressioni e, anche se le sterilizzazioni fanno diminuire i conflitti, si riconoscono le gerarchie in determinate situazioni (ad es. durante i pasti). In questo tipo di strutture occorre quindi adottare precise strategie per ridurre gli effetti di tali fenomeni comportamentali, essendo i felini in una situazioni di limitata libertà.
Nell'oasi la convivenza è più facile perché i gatti, essendo liberi di circolare, possono tornarci solo in determinati frangenti, avendo quindi la possibilità di sottrarsi a dispute.
Nelle colonie feline il gatto si ritrova nel suo stato naturale, dove l'intervento umano è estremamente limitato. Nonostante tale soluzione sembri la migliore, dal punto di vista dell'animale stesso, esiste tuttavia una criticità intrinseca: spesso le colonie sono situate all'interno di aree urbanizzate dove l'animale corre molti più rischi di incidenti, malattie e maltrattamenti. Inoltre, tale soluzione può essere più complessa dal punto di vista dei volontari, mancando talvolta alcuni servizi essenziali quali acqua corrente ed energia elettrica.

## Provenienza dei randagi
Generalmente i gatti vengono trovati in stato di abbandono nel territorio circostante e portati al gattile su segnalazione dei vigili o di qualche cittadino offertosi volontario. A volte vengono abbandonati nottetempo e i volontari si ritrovano davanti alle ciotole una bocca in più da sfamare. Altri gatti vengono portati dalle colonie più esposte al rischio di strade trafficate o che per motivi igienico-sanitari non possono più risiedere nella loro collocazione spontanea. Non per ultimi i rifugi accettano anche i gatti portati dai padroni che non possono o non vogliono più occuparsene; quindi i rifugi sono un servizio non solo per il beneficio dei gatti ma anche per i cittadini, ed è fondamentale per contrastare l'abbandono degli animali che è perseguibile secondo la legislazione italiana.

## Adozioni
I gatti dei rifugi possono essere adottati gratuitamente; è prassi chiedere un documento d'identità a chi desidera adottare un gatto, dato che i rifugi devono rendere conto ai Comuni di quanti gatti sono stati adottati nel corso dell'anno. L'operatore di turno fa qualche domanda per assicurarsi che il gatto abbia una buona sistemazione e per capire quale esemplare più si adatti alla vita e al carattere dell'aspirante padrone.
Se si vuole adottare un gatto giovane è bene assicurarsi che abbia almeno tre mesi; sebbene i gattini al compimento del primo mese siano già in grado di mangiare cibo solido, è bene lasciarli ancora con la madre e con i fratellini affinché vengano adeguatamente educati. Mediante il gioco e la lotta con i fratellini il gattino imparerà a dosare l'uso del morso e del graffio. Inoltre la vicinanza con la madre e con i fratellini renderà il gatto più sereno e socievole. È altrettanto importante che i gattini da adottare vengano manipolati nei primi mesi di vita: un corretto imprinting rende il gatto più predisposto all'interazione con l'uomo e alla convivenza in casa.
Una volta adottato, è bene chiedere ai volontari quali cure ha fatto il gatto, se è stato trattato per i parassiti e per i vermi, se e quando è stato vaccinato e se è possibile chiedere il numero di telefono del veterinario che l'ha seguito; quando il nuovo gattino verrà portato a casa sarà possibile farlo visitare dal veterinario di fiducia e dirgli con precisione quali trattamenti ha fatto e se è necessario metterlo in contatto col veterinario dell'oasi.

## Associazioni di volontariato
Segue l'elenco delle principali associazioni nazionali che si occupano di gatti:
- Lega Anti Vivisezione
- Ente Nazionale Protezione Animali
- OIPA - Organizzazione Internazionale Protezione Animali